# Raissa Kõvamees
Raissa Kõvamees (bis 1933 Raissa Kesküla, Pseudonym L. Piir, * 19. Februarjul. / 4. März 1907greg. in Linnuse (Muhu); † 18. April 1989 in Vancouver) war eine estnische Schriftstellerin.

## Leben
Raissa Kõvamees ging auf Muhu zur Schule und absolvierte 1922 die Grundschule in Liiva (Muhu). Später bildete sie sich noch auf einer Volkshochschule fort, anschließend arbeitete sie im Einzelhandel. Zum Ende des Zweiten Weltkriegs ging sie 1944 von Estland nach Schweden, von dort 1951 weiter nach Kanada. Hier ließ sie sich in Vancouver nieder, wo sie bis zu ihrem Tod lebte.

## Werk
Kõvamees debütierte vor dem Zweiten Weltkrieg mit Kurzprosa, die sie in Zeitschriften publizierte. Größere Bekanntheit erlangte sie jedoch erst mit ihren im Exil erschienenen Romanen, in denen sie das Leben der Landbevölkerung auf der estnischen Insel Muhu thematisiert. Hervorzuheben sind die beiden ersten Romane, die ein Kritiker als „Chronik oder Epos der Frauen von Muhu“ bezeichnet hat. Allerdings beklagten er und auch eine andere Kritikerin die Vielzahl der Personen, die das Werk unübersichtlich machten. Dennoch wurden die beiden Romane auch in der Rezension einer späteren Neuauflage als „perfect ethnographic novel“ charakterisiert.
In ihren späteren Romanen verlegte die Autorin die Handlung aufs Festland, wenngleich die Hauptpersonen von Muhu stammen. In dem Doppelroman Teela (1965) und Das Erbteil (1969) steht der Überlebenskampf einer Dienstmagd an der Seite eines unfähigen, aber deutlichen älteren Mannes im Mittelpunkt. Ferner schrieb Kõvamees Theaterstücke, die das Leben der Exilesten behandelten. Ihr Schreibstil ist mit August Mälk und der finnlandschwedischen Schriftstellerin Sally Salminen verglichen worden.

## Bibliografie
- Kahe väina vahel ('Zwischen zwei Meerengen'). Toronto: Orto 1956. 320 S.
- On lindudel pesad… ('Es haben die Vögel Nester…'). Toronto: Orto 1960. 319 S.
- Randlased ('Die Küstenbewohner'). Toronto: Orto 1962. 190 S.
- Teela ('[Eigenname]'). Toronto: Orto 1965. 286 S.
- Sõja lapsed ('Kinder des Krieges'). Toronto: Orto 1967. 280 S.
- Pärisosa ('Das Erbteil'). Toronto: Orto 1969. 235 S.
- Oli kord ... jutte ja jutukesi möödunud aegadest ('Es war einmal… Geschichten und Geschichtchen von vergangenen Zeiten'). Vancouver: B.C.Laurel 1988. 102 S.
- Tütarlaps kaugelt neemelt ('Das Mädchen von der fernen Halbinsel'). Tallinn: Olion 1998. 303 S.

## Sekundärliteratur
- Arvo Mägi: Muhu kroonika, in: Tulimuld, 1/1961, S. 78–79.
- Mall Jürma: Meie naiskirjanike viimase aja loomingust, in: Mana, 2–3/1961, S. 191–197.
- Aarne Vinkel: Raissa Kõvamehe kirjanduslik töö, in: Looming 4/1987, S. 562–564.
- Hilve Rebane: Unistus kodust, in: Keel ja Kirjandus 7/1994, S. 437–438.
- Kadri Tüür: Raamatutega läbi raudse eesriide. Raissa Kõvamehe kirjad Artur Keskülale, in: Adressaadi dünaamika ja kirjanduse pingeväljad. Tartu: Tartu Ülikooli kirjastus 2016, S. 202–224 (Studia litteraria Estonica 18).